# Schlacht von Pingxingguan
1937–1939

Marco-Polo-Brücke – Peking-Tianjin – Chahar – Shanghai (Sihang-Lagerhaus) – Peking-Hankou-Eisenbahn – Tianjin-Pukou-Eisenbahn – Taiyuan (Pingxingguan, Xinkou) – Nanking – Xuzhou (Tai’erzhuang) – Henan – Lanfeng – Amoy – Überflutung des Gelben Flusses – Wuhan (Wanjialing) – Canton – Hainan – Nanchang – (Xiushui) – Chongqing – Suixian-Zaoyang – (Shantou) – Changsha (1939) – Süd-Guangxi – Winteroffensive (Kunlun-Pass) – (Wuyuan)
1940–1942

Zaoyang-Yichang – Hundert Regimenter – Zentral-Hubei – Süd-Henan – West-Hebei – Shanggao – Shanxi – Changsha (1941) – Changsha (1942) – Yunnan-Burma-Straße – Zhejiang-Jiangxi – Sichuan
1943–1945

West-Hubei – Nord-Burma und West-Yunnan – Changde – Ichi-gō – Henan – Changsha (1944) – Guilin–Liuzhou – West-Henan und Nord-Hubei – West-Hunan – Guangxi (1945) – Mandschukuo (1945)
Die Schlacht von Pingxingguan fand vom 24. auf den 25. September 1937 im Verlauf des Zweiten Japanisch-Chinesischen Kriegs im Zuge der größeren Schlacht um Taiyuan zwischen der 8. Roten Armee der Kommunistischen Partei Chinas und der japanischen Armee statt. Da die Chinesen hier einen kleinen, aber wichtigen moralischen Sieg über die Japaner errangen, ist die Schlacht bis heute dort als „Der große Sieg von Pingxingguan“ (chin.: 平型关大捷) bekannt.

## Hintergrund
Nach der Einnahme von Peking, Ende Juli 1937 (→ Schlacht um Peking-Tianjin), rückten die japanischen Truppen entlang der Eisenbahnstrecke Peking–Suiyuan in Richtung der Inneren Mongolei vor. Nachdem Chiang Kai-shek davon unterrichtet worden war, ernannte er den Warlord Yan Xishan zum Befriedungskommissar von Taiyuan. Theoretisch hatte Yan Befehlsgewalt über alle chinesischen Militäreinheiten in seinem Gebiet, der Provinz Shanxi. Dies waren neben regulären Kuomintang-Truppen auch die 115. Division der kommunistischen 8. Roten Armee unter Lin Biao sowie ehemalige Kuomintang-Einheiten unter Liu Ruming. Tatsächlich operierten aber alle diese Kräfte unabhängig von Yans Provinzarmee.
Japanische Kräfte, hauptsächlich die 5. Division und die 11. selbstständige gemischte Brigade, zogen von Peking nach Huaili in Chahar. Eine Kolonne rückte schnell nach Shanxi ein, indem sie die von den Chinesen nicht zerstörte Eisenbahnlinie benutzte. Die Chinesen verließen am 13. September Datong und zogen sich bis auf eine Linie von Yanmenguan an der Großen Mauer östlich des Passes Pingxingguan zurück. Die Moral der Truppen unter Yan Xishan sank schnell, als die Japaner begannen ihre Luftüberlegenheit auszuspielen.
Die Hauptkräfte der japanischen 5. Division unter dem Oberbefehl von Generalleutnant Itagaki Seishirō rückten weiter nordöstlich von Huaili zur Einnahme von Shanxi vor. Da sie mit einer motorisierten Kolonne unterwegs waren, war die Marschgeschwindigkeit wegen der schlechten Straßenverhältnisse eingeschränkt. Als sie die Grenze nach Shanxi erreichten, befanden sich die chinesischen Kräfte der 115. Division nach einem Gewaltmarsch durch die Provinz Shaanxi bereits vor Ort, um die nichtsahnenden Japaner anzugreifen.

## Schlachtverlauf
Der Pingxingguan-Pass war eine schmale Schlucht, die für etliche Kilometer keinen Ausgang bot, bis auf die Straße selbst. Nach ihrem langen Marsch durch relativ leicht zu verteidigendes Gelände waren die Japaner leichtsinnig und unaufmerksam geworden und begannen den Weg durch den Pass, ohne die rechte und linke Flanke auf den Höhen zu erkunden oder zu sichern. Die etwa 9.000 chinesischen Soldaten unter Lin Biao bildeten eine beachtliche Angriffsmacht, zudem sie mit genügend Gewehren und Maschinengewehren aufgerüstet waren.
Am Morgen des 25. September griffen die Chinesen die vordersten Reihen der in einer langen Kolonne marschierenden Japaner an und gegen Mittag das Zentrum und die Nachhut. Die Chinesen warfen im Wesentlichen Handgranaten auf die Japaner und schossen in die ungeschützten Reihen. Die schwer beladenen Japaner befanden sich etwa 5 Meter unter ihren Angreifern in der Falle. Ihre mitgeführten Panzer erwiesen sich in der engen Schlucht als völlig ungeeignet zur Verteidigung, während die Chinesen die Japaner auf der vollen Kolonnenlänge angriffen.
Nach Beendigung der Schlacht waren etwa 1.000 Japaner gefallen oder gefangen genommen worden. Die Chinesen hatten rund 500 Tote zu beklagen. Zirka 100 Lastkraftwagen mit Nachschubgütern, darunter viele Waffen, Munition und Kleidung fielen in die Hände der Chinesen. Die japanische 5. Division war vorübergehend als funktionsfähige Kraft ausgeschaltet.

## Geschichtliche Bewertung
Die offizielle Geschichtsschreibung der Kuomintang handelt die Schlacht in einem Satz ab, ohne die Beteiligung der Kommunisten zu würdigen. Andererseits werten kommunistische Quellen die Schlacht im Pingxingguan-Pass als typische „Rote Guerilla-Taktik“, die von Mao Zedongs konzeptioneller Idee des Volkskriegs inspiriert war. Wie auch die Niederlage in der späteren Schlacht um Tai’erzhuang erklärten die Japaner die Niederlage mit dem Wort Siegesmüdigkeit. Nach einer längeren Serie von Siegen über die Chinesen vernachlässigten sie sträflich die elementarsten Vorsichtsmaßnahmen. Diese schwerwiegenden Fehler sollten von den Japanern im weiteren Kriegsverlauf nicht wiederholt werden.
Der Sieg im Pingxingguan-Pass gab den Chinesen letztendlich einen enormen moralischen Schub und dem chinesischen Volk den Glauben an die Kampfkraft der kommunistischen Armee.